# Acontia lucida
Acontia lucida là một loài bướm đêm thuộc họ Noctuidae. Loài này có ở hầu hết châu Âu, phía đông đến Thổ Nhĩ Kỳ, Iran và Ấn Độ. Nó cũng được tìm thấy ở Algérie. Một lượng hiếm hoi di cư đến bờ biển phía nam của Đảo Anh.
Sải cánh dài 26–30 mm. Con trưởng thành bay vào tháng 5 và tháng 8 làm hai đợt.
Ấu trùng ăn Althaea officinalis, Convolvulus, Chenopodium và Taraxacum.

## Hình ảnh

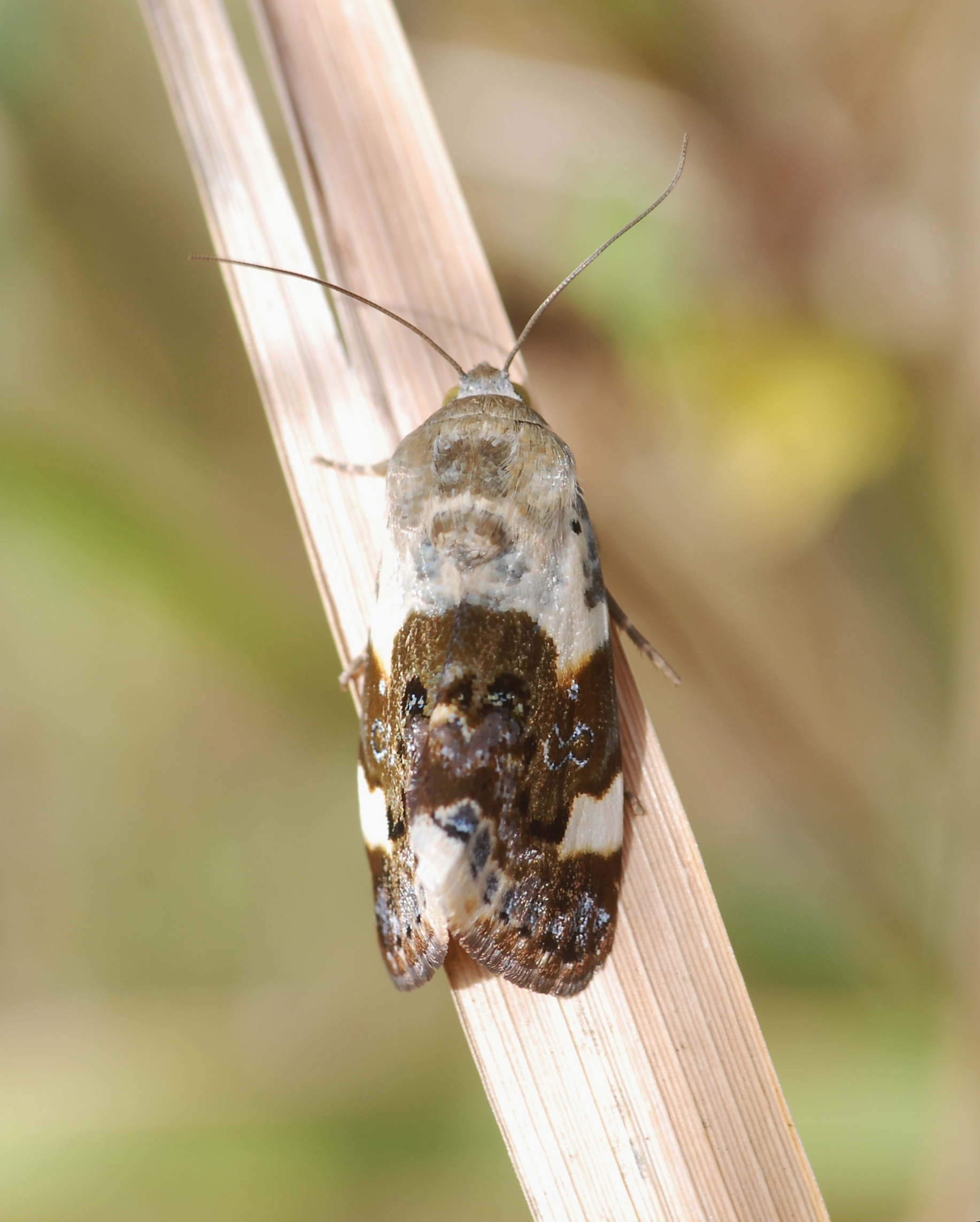
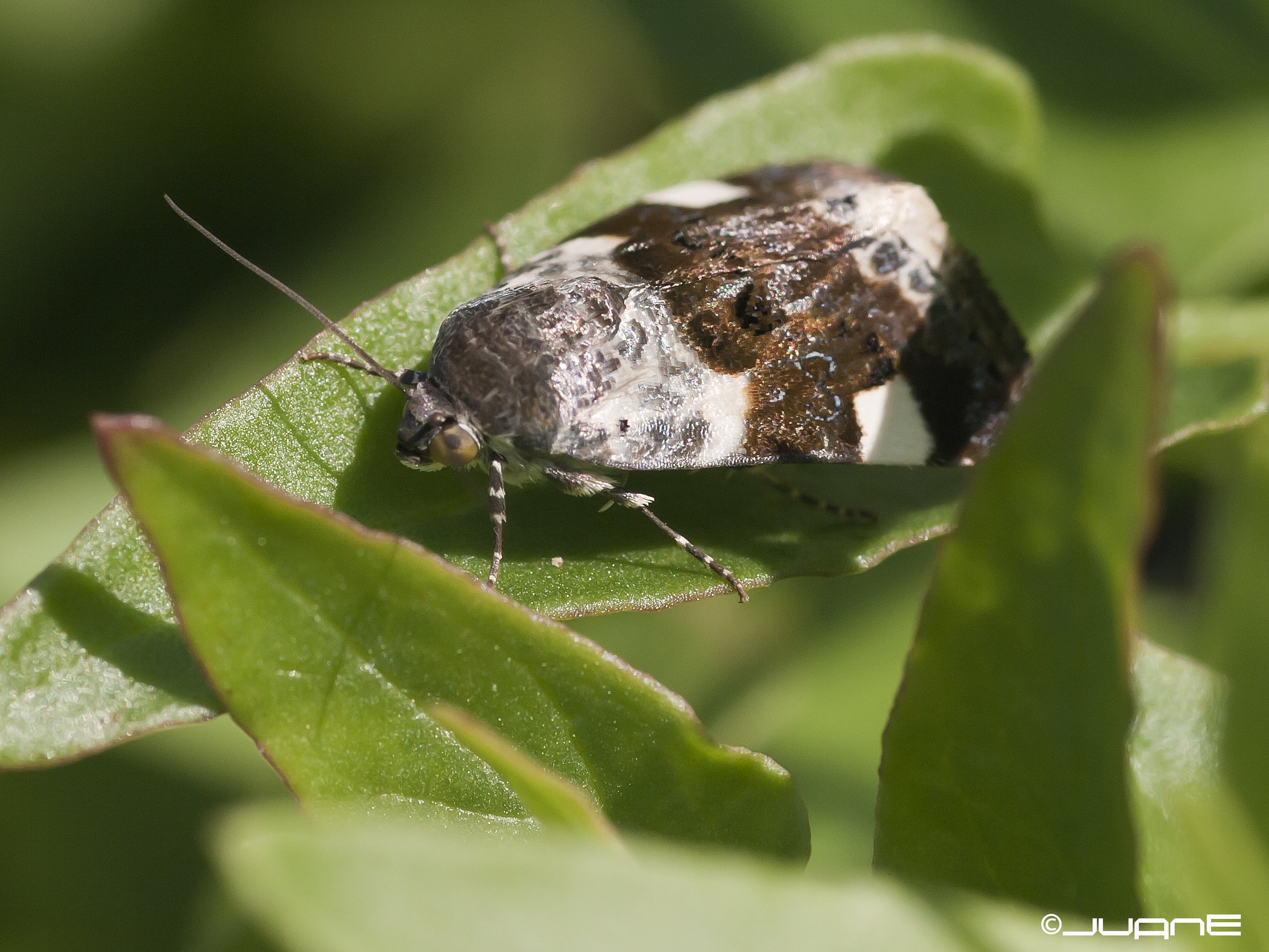
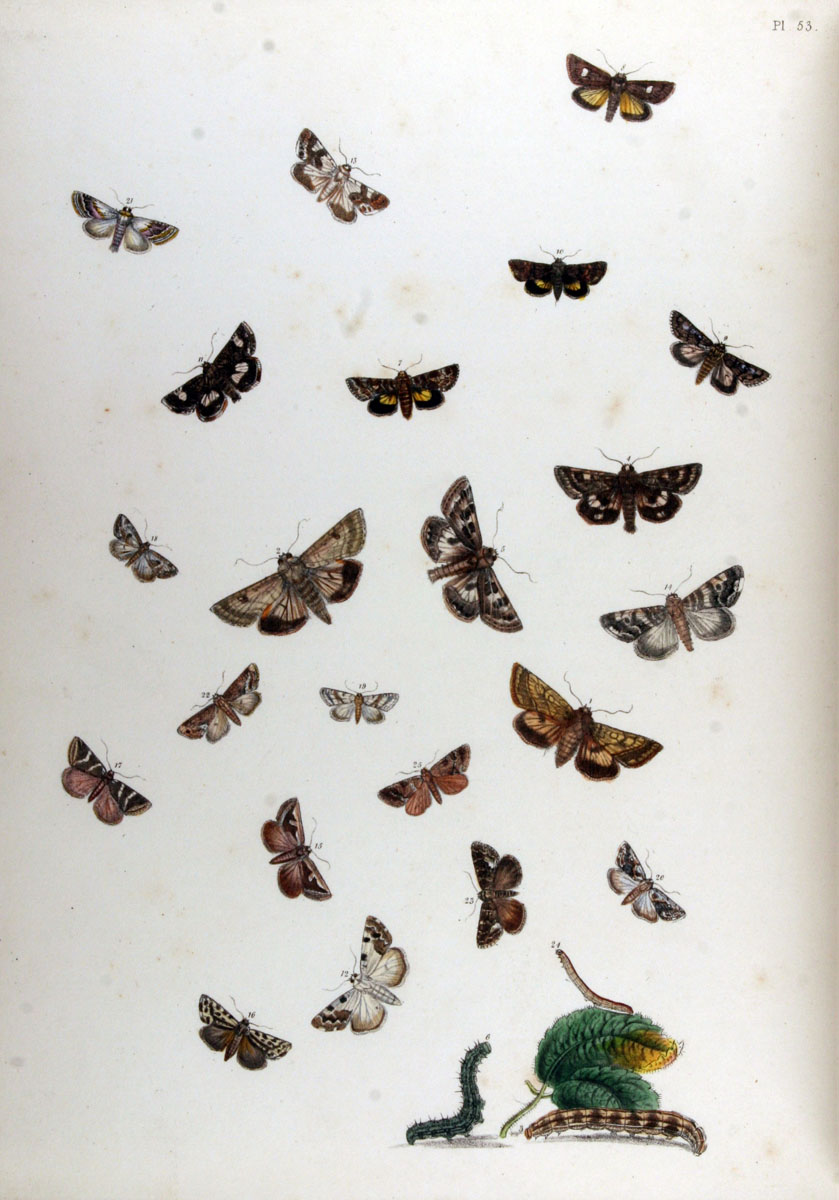
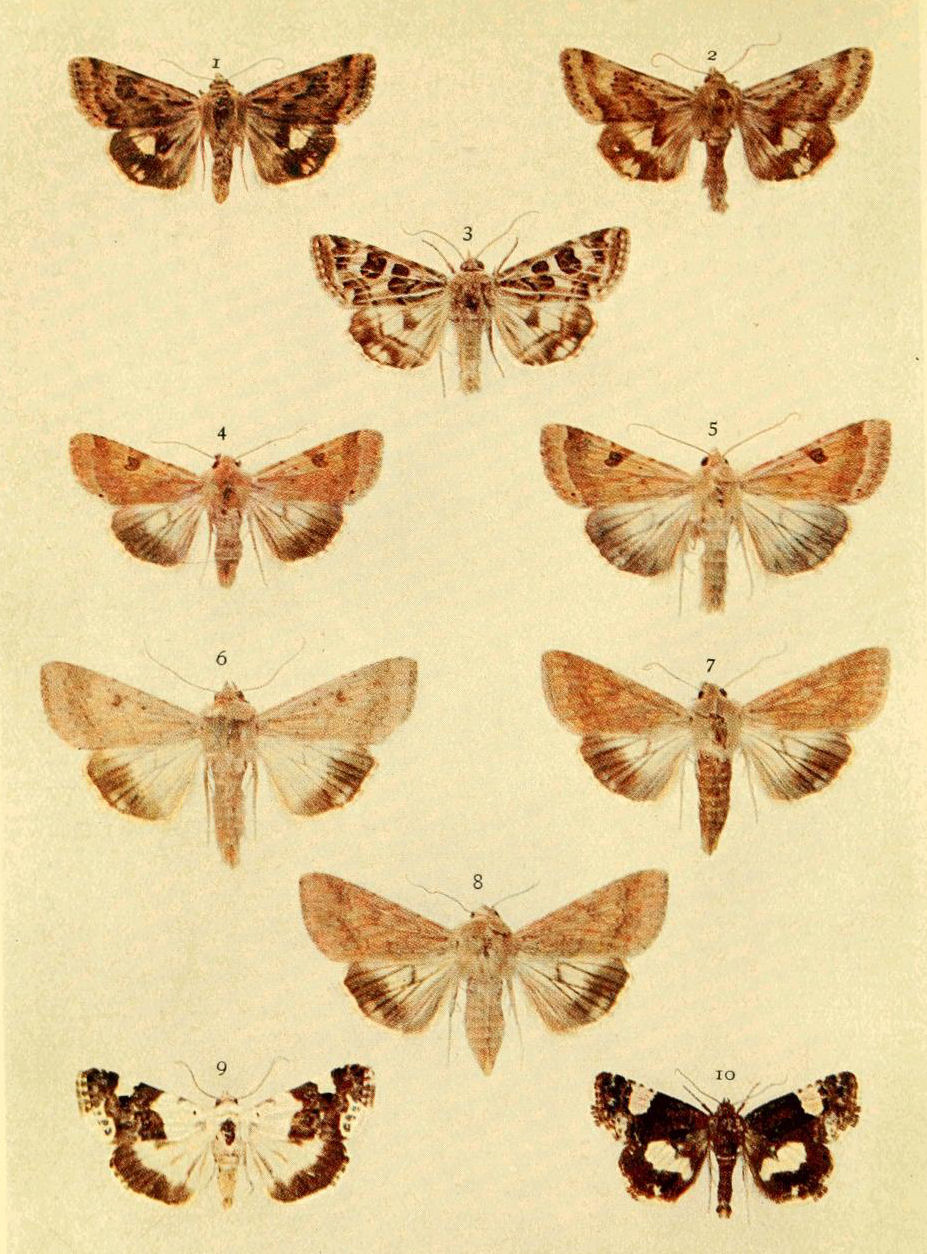